# دوگندورف
دوگندورف (به آلمانی: Duggendorf) یک شهر در آلمان است که در بایرن واقع شده‌است.

## خصوصیات
دوگندورف ۲۲٫۰۳ کیلومترمربع مساحت دارد ۳۳۸ متر بالاتر از سطح دریا واقع شده‌است.